# Kosmos 2351
Kosmos 2351, ruski satelit sustava ranog upozorenja o raketnom napadu, iz programa Kosmos. Vrste je Oko (br. 6067).
Lansiran je 7. svibnja 1998. godine u 08:53 s kozmodroma Pljesecka u Rusiji. Lansiran je u visoku orbitu oko planeta Zemlje raketom nosačem Molnija-M 8K78M. Orbita mu je 544 km u perigeju i 39.812 km u apogeju. Orbitna inklinacija mu je 62,99°. Spacetrackov kataloški broj je 25327. COSPARova oznaka je 1998-027-A. Zemlju obilazi u 717,80 minuta. Pri lansiranju bio je mase kg. 
Iz te misije još su tri objekta bila u orbiti, od kojih su se dva iz niske orbite vratila u atmosferu - BOZ i 11S510, dok je blok ML još u visokoj orbiti.

## Vanjske poveznice
- N2YO.com Search Satellite Database
- Celes Trak SATCAT Format Documentation (engl.)
- Kunstman  Arhivirana inačica izvorne stranice od 12. kolovoza 2019. (Wayback Machine) Satellites in Orbit (engl.)